# Playa de Finestrat
La Cala de Finestrat es la única playa del término municipal de Finestrat y se encuentra a 3 km de distancia de  Benidorm. Es un destino turístico de extranjeros y españoles. Limita con la ciudad de Villajoyosa al suroeste y con Benidorm al noreste.